# Niels Geuking

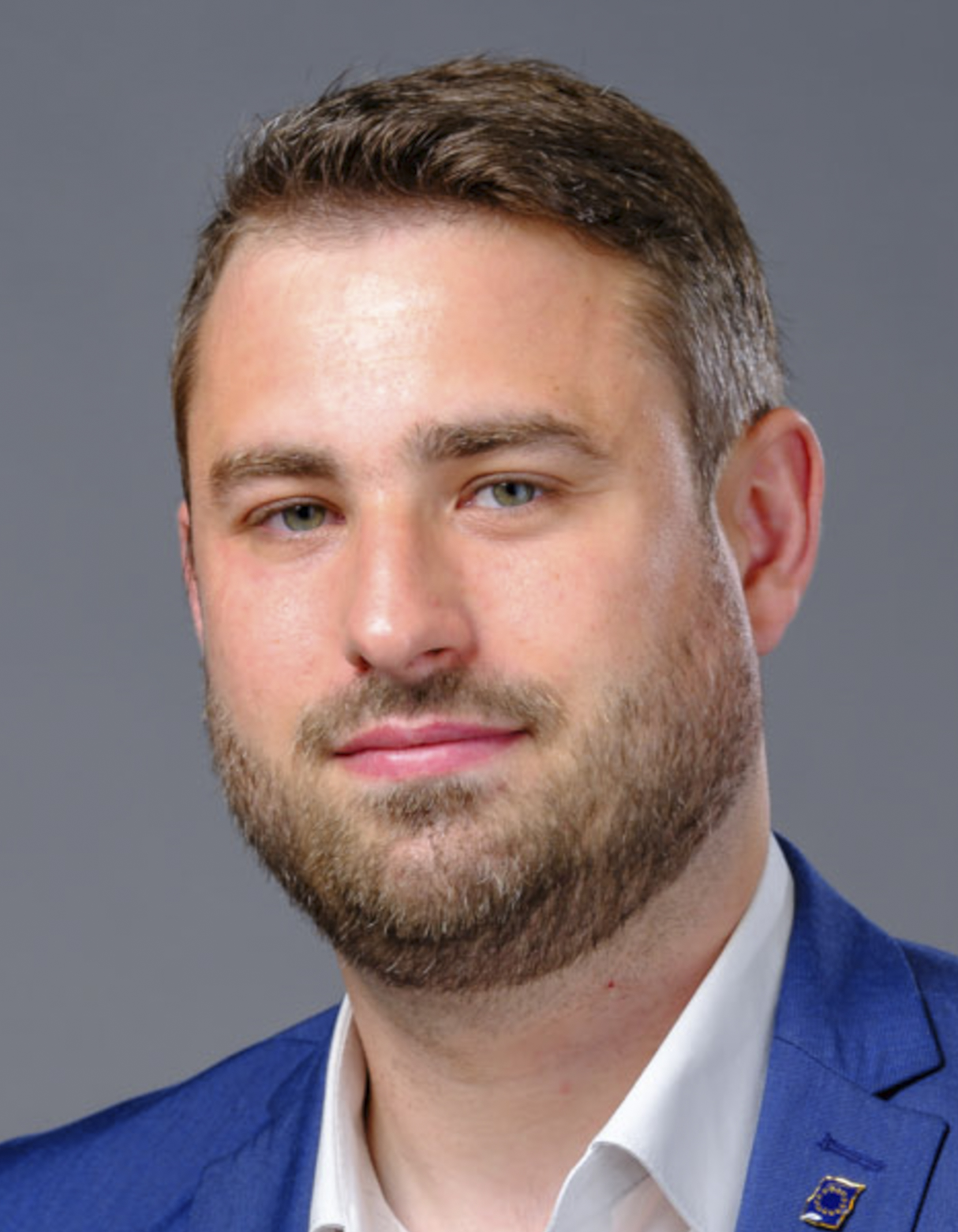
Niels Geuking (2024)

Niels Geuking (* 17. November 1992 in Coesfeld) ist ein deutscher Politiker (Familien-Partei Deutschlands) und seit Februar 2024 Mitglied des Europäischen Parlaments, wo er der Fraktion der Europäischen Volkspartei (EVP) angehört.

## Leben
Niels Geuking ist wohnhaft in Billerbeck und studiert Rechtswissenschaften.

## Politik

### Partei und Kommunalpolitik
Niels Geuking ist seit seinem 14. Lebensjahr politisch aktiv. 2013 wurde er erstmals in den Landesvorstand der Familien-Partei Nordrhein-Westfalen gewählt, seit 2016 gehört er dem Bundesvorstand der Familien-Partei Deutschlands an, aktuell als Schriftführer.
Im Jahr 2020 übernahm Geuking den Vorsitz des Ortsverbands der Familien-Partei in Billerbeck und wurde in den Stadtrat von Billerbeck gewählt. Dort ist er beratendes Mitglied im Haupt- und Finanzausschuss. Seit dem 5. August 2021 ist er außerdem Abgeordneter im Kreistag Coesfeld, am 18. August 2021 wurde er zum stellvertretenden Vorsitzenden der Fraktion „FAMILIE“ im Kreistag gewählt.
Im Januar 2022 übernahm Geuking den Vorsitz des Kreisverbands der Familien-Partei im Kreis Coesfeld und den Fraktionsvorsitz der „FAMILIE“-Fraktion im Kreistag von Coesfeld. Hier engagiert er sich unter anderem im Ausschuss für Finanzen, Wirtschaftsförderung und Digitalisierung sowie im Unterausschuss für Finanzmanagement und Aufgabenkritik.
Im August 2024 wurde Geuking durch ein einstimmiges Votum des Bundesparteitages im Vorstand bestätigt. 

### Abgeordneter im Europäischen Parlament
Zur Europawahl 2019 in Deutschland trat Geuking auf Listenplatz 2 seiner Partei an und verfehlte zunächst den Einzug ins Europaparlament. Am 5. Februar 2024 rückte er für seinen Vater Helmut Geuking nach. Bei der Europawahl 2024 kandidierte Niels Geuking erneut auf Listenplatz 2, die Familien-Partei erhielt einen Sitz im Europaparlament. Da sein Vater als Erstplatzierter jedoch auf sein Mandat verzichtete, schaffte Niels Geuking den Wiedereinzug ins Parlament. Er hat sich der Fraktion der EVP angeschlossen. 
Seit seinem Einzug ins Europäische Parlament ist Geuking Mitglied im Ausschuss für Beschäftigung und soziale Angelegenheiten (EMPL). Dort befasst er sich mit Arbeitsmarktpolitik, Arbeitnehmerrechten, sozialer Integration, Chancengleichheit und der Förderung von Bildung innerhalb der EU. Seit dem 19. Juli 2024 ist Geuking außerdem Mitglied im Ausschuss für Entwicklung (DEVE), wo er sich auf nachhaltige Entwicklung, die Bekämpfung von Armut und globalen Ungleichheiten sowie die Wirksamkeit von EU-Entwicklungshilfeprogrammen konzentriert. Er ist seit dem 17. Dezember 2024 Mitglied der Delegation to the Cariforum-EU Parliamentary Committee und setzt sich dort für die Förderung nachhaltiger Handelsbeziehungen, die Vertiefung der wirtschaftlichen Zusammenarbeit sowie die Stärkung politischer Partnerschaften zwischen der EU und den CARIFORUM-Staaten ein.
Bis zum Ende seiner ersten Legislaturperiode war Geuking neben seiner Mitgliedschaft im Ausschuss für Beschäftigung und soziale Angelegenheiten (EMPL) auch in der Delegation im Parlamentarischen Assoziationsausschuss EU-Ukraine sowie in der Delegation der Parlamentarischen Versammlung Euronest tätig. Seit dem 19. September 2024 ist er stellvertretendes Mitglied der Delegation für die Beziehungen zum Iran. Seit Januar 2025 ist er zudem Mitglied der Delegation im Parlamentarischen Ausschuss Cariforum-EU.